# Marina Řecká a Dánská
Marina Řecká a Dánská, GCVO, GBE, CI (řecky: Μαρίνα, 13. prosince 1906, Athény, Řecko – 27. srpna 1968, Kensingtonský palác, Londýn, Anglie) byla princezna řecká a dánská, manželka Jiřího, vévody z Kentu a také vévodkyně z Kentu. Manželství Mariny a Jiřího bylo zatím poslední, kdy se „cizí princezna“ vdala za člena britské královské rodiny.

## Život

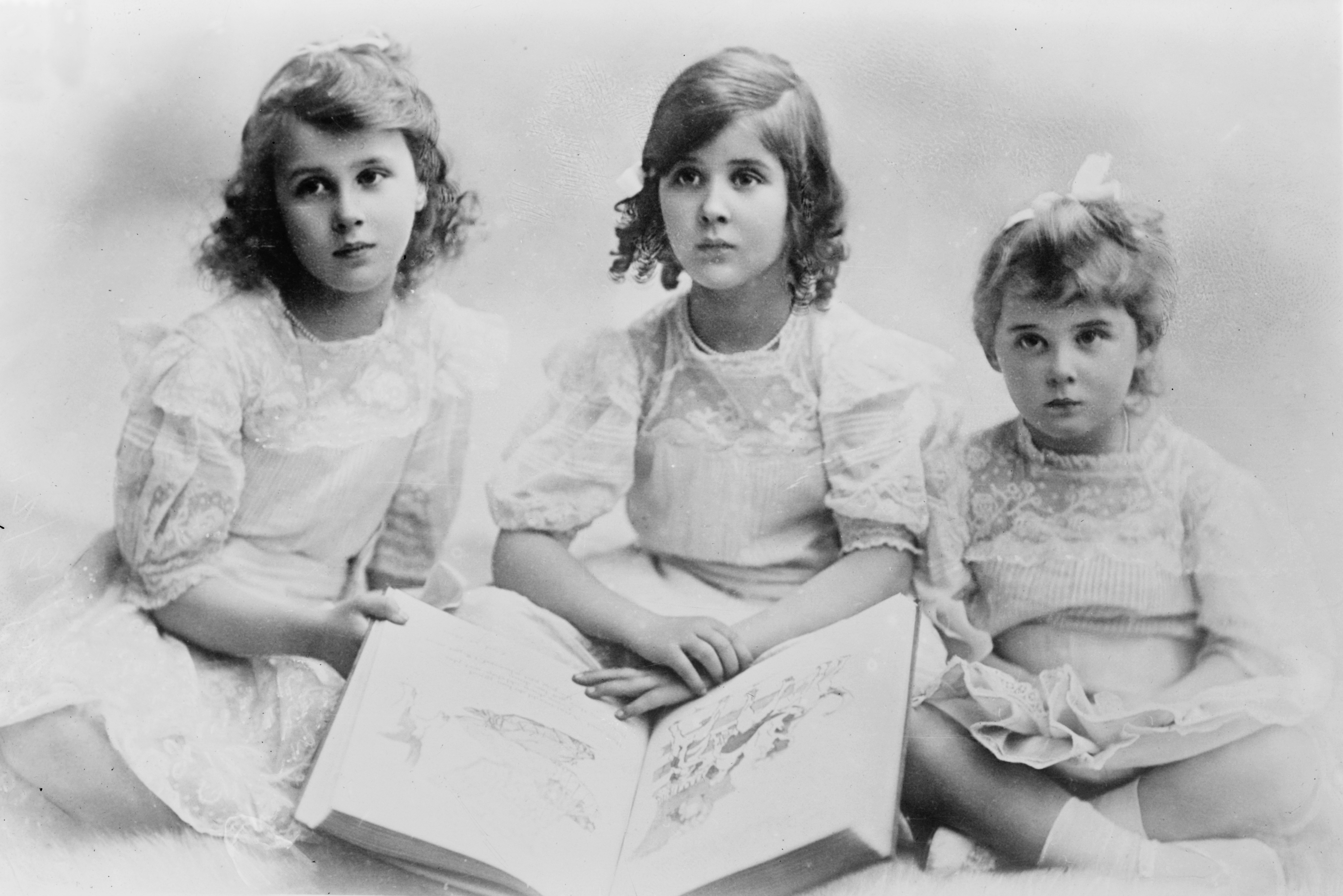
Marina (vpravo) se svými sestrami Alžbětou a Olgou

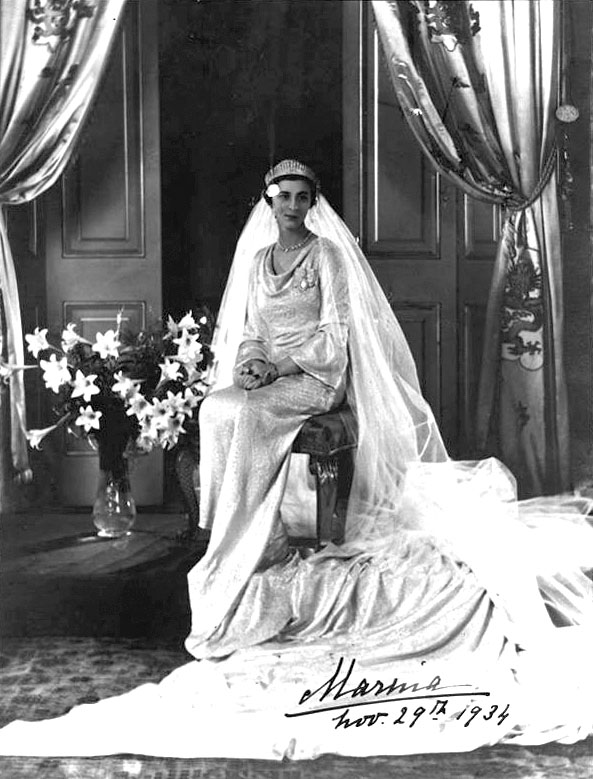
Marina ve svatební den

Marina se narodila do rodiny Mikuláše Řeckého a Dánského a jeho manželky Jeleny Vladimirovny Ruské dne 13. prosince 1906 v hlavním městě Řecka: v Athénách. Manželství jejích rodičů bylo šťastné, ačkoliv Jelena byla známá svým arogantním a panovačným vystupováním. Naopak Mikuláš byl mírný člověk a dobrý malíř s citem pro umění. Z manželství Mikuláše a Jeleny vzešly tři děti: nejstarší dcera Olga, Alžběta a nejmladší Marina. Všechny tři dcery byly vychovávány chůvou Kate Foxovou. Marina byla příbuznou mnoha současných a bývalých hlav států, například princ Philip, vévoda z Edinburghu, byl synem Ondřeje Řeckého a Dánského, což byl Marinin strýc z otcovy strany. Na svatbě jí dokonce šla za družičku pozdější britská královna Alžběta II.
Marina byla pokřtěna několik dní před koncem roku 1906, jejími kmotry byli britský král Eduard VII., Marie z Tecku, Ondřej Řecký a Dánský, Viktorie Melita Sasko-Koburská a Boris Vladimirovič Romanov.
Rodina byla na své vysoké postavení poměrně chudá a když bylo Marině jedenáct let, byla svržena i řecká monarchie, takže rodina byla nucena stěhovat se po Evropě.

### Manželství a potomci
V roce 1932 se 24letá Marina seznámila v Londýně s Jiřím, vévodou z Kentu, se kterým byla přes pradědečka Kristiána IX. příbuzná. Již v srpnu 1934, o dva roky později, byly oznámeny zásnuby. Svatba se konala 29. listopadu 1934 ve Westminsterském opatství v Londýně, následně proběhl soukromý obřad v řeckém stylu v kapli Buckinghamského paláce.
Svatba byla velmi honosná, samotné nevěstiny šaty navrhl známý britský návrhář Edward Molyneux a pracoval na nich tým švadlen sestavený převážně z ruských emigrantek. Marina měla osm družiček, převážně se jednalo o její sestřenice. Byla mezi nimi Irena Řecká a Dánská, Kateřina Řecká a Dánská a také Evženie Řecká a Dánská. Dále pak budoucí britská královna Alžběta II., Kira Kirillovna Ruská, Juliána Nizozemská, Lady Mary Whitleyová a Lady Iris Mountbatten.
Z manželství s Jiřím vzešly tři děti: dva synové a dcera.
Marinin manžel Jiří zemřel 25. srpna 1942 v hydroplánu Eagles Rock při leteckém neštěstí. Během druhé světové války se Marina vyučila zdravotní sestřičkou a pod jménem Sestra Kay se připojila k místní rezervní skupince sester. Marinin tajemník byl v té době Philip Hay.

### Pozdější léta
I po smrti Jiřího byla Marina aktivní členkou britské královské rodiny a účastnila se celé řády mezinárodních setkání. Po dobu šestadvaceti let byla prezidentkou All England Lawn Tennis and Croquet Club. V červnu 1952 se účastnila položení základního kamene Kostela svatého Marka v Bromley, který byl za války zničen. 6. března 1957 získalo Zlaté pobřeží, současný stát Ghana, nezávislost. Marina byla královnou jmenována jako její zástupce na oslavách nezávislosti a skutečně královnu reprezentovala. O padesát let později, na 50. výročí samostatnosti Ghany, tuto poctu získal Marinin syn Edward. V září 1966 získala samostatnost i Botswana a Marina byla královnou opět jmenována jako její zástupce na oslavách. Po Marině je dokonce v hlavním městě Botswany, v Gaborone, pojmenována nemocnice.
Marina Řecká a Dánská, později také známá jako Marina, vévodkyně z Kentu, zemřela 27. srpna 1968 na nádor na mozku. Zemřela ve věku 61 let před dvanáctou hodinou v Kensingtonském paláci. Pohřeb se konal 30. srpna a byla při něm pohřbena na královském hřbitově ve Frogmore.
Marina získala mnoho britských i zahraničních ocenění, především těch posmrtných. Mnoho z nich získala i za vojenské zásluhy.

## Vývod z předků
|                       |                                              |  |                     |                                       |  |  |  |  |  |  |  | Fridrich Vilém Šlesvicko-Holštýnsko-Sonderbursko-Glücksburský |
|                       |                                              |  |                     |                                       |  |  |  |  |  |  |  |                                                               |
|                       | Kristián IX.                                 |  |                     |                                       |  |  |  |  |  |  |  |                                                               |
|                       |                                              |  |                     |                                       |  |  |  |  |  |  |  |                                                               |
|                       |                                              |  |                     | Luisa Karolina Hesensko-Kasselská     |  |  |  |  |  |  |  |                                                               |
|                       |                                              |  |                     |                                       |  |  |  |  |  |  |  |                                                               |
|                       | Jiří I. Řecký                                |  |                     |                                       |  |  |  |  |  |  |  |                                                               |
|                       |                                              |  |                     |                                       |  |  |  |  |  |  |  |                                                               |
|                       |                                              |  |                     | Vilém Hesensko-Kasselský              |  |  |  |  |  |  |  |                                                               |
|                       |                                              |  |                     |                                       |  |  |  |  |  |  |  |                                                               |
|                       | Luisa Hesensko-Kasselská                     |  |                     |                                       |  |  |  |  |  |  |  |                                                               |
|                       |                                              |  |                     |                                       |  |  |  |  |  |  |  |                                                               |
|                       |                                              |  |                     | Luisa Šarlota Dánská                  |  |  |  |  |  |  |  |                                                               |
|                       |                                              |  |                     |                                       |  |  |  |  |  |  |  |                                                               |
|                       | Mikuláš Řecký a Dánský                       |  |                     |                                       |  |  |  |  |  |  |  |                                                               |
|                       |                                              |  |                     |                                       |  |  |  |  |  |  |  |                                                               |
|                       |                                              |  |                     | Mikuláš I. Pavlovič                   |  |  |  |  |  |  |  |                                                               |
|                       |                                              |  |                     |                                       |  |  |  |  |  |  |  |                                                               |
|                       | Konstantin Nikolajevič Ruský                 |  |                     |                                       |  |  |  |  |  |  |  |                                                               |
|                       |                                              |  |                     |                                       |  |  |  |  |  |  |  |                                                               |
|                       |                                              |  |                     | Šarlota Pruská                        |  |  |  |  |  |  |  |                                                               |
|                       |                                              |  |                     |                                       |  |  |  |  |  |  |  |                                                               |
|                       | Olga Konstantinovna Romanovová               |  |                     |                                       |  |  |  |  |  |  |  |                                                               |
|                       |                                              |  |                     |                                       |  |  |  |  |  |  |  |                                                               |
|                       |                                              |  |                     | Josef Sasko-Altenburský               |  |  |  |  |  |  |  |                                                               |
|                       |                                              |  |                     |                                       |  |  |  |  |  |  |  |                                                               |
|                       | Alexandra Sasko-Altenburská                  |  |                     |                                       |  |  |  |  |  |  |  |                                                               |
|                       |                                              |  |                     |                                       |  |  |  |  |  |  |  |                                                               |
|                       |                                              |  |                     | Amálie Württemberská                  |  |  |  |  |  |  |  |                                                               |
|                       |                                              |  |                     |                                       |  |  |  |  |  |  |  |                                                               |
| Marina Řecká a Dánská |                                              |  |                     |                                       |  |  |  |  |  |  |  |                                                               |
|                       |                                              |  |                     |                                       |  |  |  |  |  |  |  |                                                               |
|                       |                                              |  | Mikuláš I. Pavlovič |                                       |  |  |  |  |  |  |  |                                                               |
|                       |                                              |  |                     |                                       |  |  |  |  |  |  |  |                                                               |
|                       | Alexandr II. Nikolajevič                     |  |                     |                                       |  |  |  |  |  |  |  |                                                               |
|                       |                                              |  |                     |                                       |  |  |  |  |  |  |  |                                                               |
|                       |                                              |  |                     | Šarlota Pruská                        |  |  |  |  |  |  |  |                                                               |
|                       |                                              |  |                     |                                       |  |  |  |  |  |  |  |                                                               |
|                       | Vladimír Alexandrovič Romanov                |  |                     |                                       |  |  |  |  |  |  |  |                                                               |
|                       |                                              |  |                     |                                       |  |  |  |  |  |  |  |                                                               |
|                       |                                              |  |                     | Ludvík II. Hesenský                   |  |  |  |  |  |  |  |                                                               |
|                       |                                              |  |                     |                                       |  |  |  |  |  |  |  |                                                               |
|                       | Marie Alexandrovna                           |  |                     |                                       |  |  |  |  |  |  |  |                                                               |
|                       |                                              |  |                     |                                       |  |  |  |  |  |  |  |                                                               |
|                       |                                              |  |                     | Vilemína Luisa Bádenská               |  |  |  |  |  |  |  |                                                               |
|                       |                                              |  |                     |                                       |  |  |  |  |  |  |  |                                                               |
|                       | Jelena Vladimirovna Ruská                    |  |                     |                                       |  |  |  |  |  |  |  |                                                               |
|                       |                                              |  |                     |                                       |  |  |  |  |  |  |  |                                                               |
|                       |                                              |  |                     | Pavel Fridrich Meklenbursko-Zvěřínský |  |  |  |  |  |  |  |                                                               |
|                       |                                              |  |                     |                                       |  |  |  |  |  |  |  |                                                               |
|                       | Bedřich František II. Meklenbursko-Zvěřínský |  |                     |                                       |  |  |  |  |  |  |  |                                                               |
|                       |                                              |  |                     |                                       |  |  |  |  |  |  |  |                                                               |
|                       |                                              |  |                     | Alexandra Pruská                      |  |  |  |  |  |  |  |                                                               |
|                       |                                              |  |                     |                                       |  |  |  |  |  |  |  |                                                               |
|                       | Marie Meklenbursko-Zvěřínská                 |  |                     |                                       |  |  |  |  |  |  |  |                                                               |
|                       |                                              |  |                     |                                       |  |  |  |  |  |  |  |                                                               |
|                       |                                              |  |                     | Jindřich LXIII. Reuss-Köstritz        |  |  |  |  |  |  |  |                                                               |
|                       |                                              |  |                     |                                       |  |  |  |  |  |  |  |                                                               |
|                       | Augusta Reuss Köstritz                       |  |                     |                                       |  |  |  |  |  |  |  |                                                               |
|                       |                                              |  |                     |                                       |  |  |  |  |  |  |  |                                                               |
|                       |                                              |  |                     | Eleonora Stolbersko-Wernigerodská     |  |  |  |  |  |  |  |                                                               |
|                       |                                              |  |                     |                                       |  |  |  |  |  |  |  |                                                               |